# Susak (sziget)
Susak (olaszul: Sansego) egy sziget az Adriai-tenger északi részén, Horvátországban, Lošinjtól nyugatra.

## Leírása
Susak szigete Lošinjtól 14 km-re nyugatra magányosan fekszik a tengerben. A sziget északnyugat-délkeleti kiterjedésű, hosszúsága 3,6 km, legnagyobb szélessége pedig 2,3 km.
A legmagasabb pontja a Garba (98 m), melyen világítótorony is áll. a partvonal hosszúsága 12,9 km, a tagoltsági együttható 1,9. A sziget érctartalmú mészkőből épül fel, amelyet vastag homokréteg borít. A nagyobb öblök a Dragočaj, a Bok, a Tijesni, a Susanski és a Porat. A téli (január) középhőmérséklet 7 °C, nyári (július) 24 °C. Évente körülbelül 830 mm csapadék hull.
A kevés növényzetet főként macchia és nád alkotja. A lakosság szőlőtermesztéssel foglalkozik, de jelentős az idegenforgalom is. Az egyetlen, azonos nevű település a sziget északkeleti részén fekszik. Gornje Selo és Donje Selo (vagy Spjaža) falucskákból áll. Susakot hajó- és kompjáratok kötik össze Fiumével, Mali Lošinjjal, Cres-szel és a szomszédos szigetekkel (Srakane Vele, Unije, Ilovik).